# 시노로역
시노로역(일본어: 篠路駅)은 홋카이도 여객철도에서 관할하는 일본 홋카이도 삿포로시 기타구에 위치한 역이다. 역 번호는 G08번이다.

## 승강장
승강장은 2면 2선의 상대식 승강장의 지상역이다.

## 역사
- 1934년 11월 20일 - 일본국유철도의 역으로 개통
- 1979년 2월 1일 - 화물 취급 중지
- 1987년 4월 1일 - 일본국유철도의 민영화로 홋카이도 여객철도 관할역이 됨

## 인접역
| 홋카이도 여객철도 ■ 가쿠엔토시 선 | 홋카이도 여객철도 ■ 가쿠엔토시 선 | 홋카이도 여객철도 ■ 가쿠엔토시 선   |
| --------------------------------- | --------------------------------- | ----------------------------------- |
| G07 유리가하라 삿포로 방면        | ● 보통                            | G09 다쿠호쿠 홋카이도 의료대학 방면 |